# 프래자일 (드라마)
《프래자일》(일본어: フラジャイル)은 2016년 1월 13일부터 3월 16일까지 매주 수요일 22:00 ~ 22:54에, 후지 TV 계열의 〈수요 22시〉 시간대로 방송된 일본의 드라마이다. 주연은 나가세 토모야. 쿠사미즈 빈·만화:메구미 사부로의 만화 《프래자일 병리의 키시 쿄이치로의 소견》을 원작으로 한다.

## 캐스트
- 키시 쿄이치로 - 나가세 토모야
- 미야자키 치히로 - 타케이 에미
- 모리이 히사시 - 노무라 슈헤이
- 호소키 마도카 - 코유키
- 사다 - 츠다 칸지
- 히바코 나오미 - 마츠이 레나
- 나카쿠마 카오루 - 키타오오지 킨야

## 스태프
- 원작 - 쿠사미즈 빈·메구미 사부로 《프래자일 병리의 키시 쿄이치로의 소견》 (코단샤 〈애프터눈〉 연재)
- 각본 - 하시베 아츠코
- 음악 - 하야시 유키, 타치바나 아사미
- 주제가 - TOKIO 〈fragile〉 (J Storm)
- 구성 기획 - 나리카와 히로아키, 이케다 타쿠야
- 프로듀스 - 코바야시 히로시
- 연출 - 이시카와 준이치, 죠호 히데노리, 이케베 야스토시
- 제작 저작 - 후지 TV, 쿄도 TV

## 방송 일자
| 각 화                                                       | 방송일          | 부제                                                                                                 | 연출            | 시청률 |
| ----------------------------------------------------------- | --------------- | --- | --------------- | ------ |
| 제1화                                                       | 2016년 1월 13일 | 나의 말은 절대다!! 정의와 신념을 관통하는 남자가 목숨을 구하다!!                                     | 이시카와 준이치 | 9.6%   |
| 제2화                                                       | 1월 20일        | 천재 병리의가 구하는 목숨, 그때 구명 구급으로 무엇이 일어난 것인가? 공백의 시간에 잠재하는 놀라운 병 | 이시카와 준이치 | 10.0%  |
| 제3화                                                       | 1월 27일        | 병명을 모른다!? 원인 불명의 통증으로부터, 부부의 인연과 목숨을 지켜라                                | 죠호 히데노리   | 10.0%  |
| 제4화                                                       | 2월 3일         | 가장 진단을 낼 수 없는 병…맡겨진 모녀의 목숨과 미래!!                                                | 죠호 히데노리   | 9.7%   |
| 제5화                                                       | 2월 10일        | 여명 1년의 선고 통지 난병 청년의 꿈이여 이루어져라 목숨을 포기하지 않는 진단!!                       | 이시카와 준이치 | 9.5%   |
| 제6화                                                       | 2월 17일        | 환자로부터의 SOS!! 주치의를 바꾸고 싶은 모친 여러 번 바뀌는 진단으로부터 갓난아기의 생명을 구해라!!  | 이케베 야스토시 | 9.2%   |
| 제7화                                                       | 2월 24일        | 다가오는 타임 리밋 밝혀지는 의사의 과거 신부의 생명을 구해라!!                                       | 죠호 히데노리   | 9.8%   |
| 제8화                                                       | 3월 2일         | 천재 병리의의 위기 여성 환자에게 오인이 발각!? 진실을 파헤쳐라!!                                     | 이시카와 준이치 | 8.8%   |
| 제9화                                                       | 3월 9일         | 여명 반 년의 소꿉친구 미래를 맡긴 꿈의 신약 그것은 희망인가 악마인가                                 | 죠호 히데노리   | 10.6%  |
| 최종화                                                      | 3월 16일        | 감춰져 있던 부작용 큰 악이 조작하는 치료제 목숨의 희망을 포기하지 않는다                             | 이시카와 준이치 | 10.5%  |
| 평균 시청률 9.76% (시청률은 칸토 지구·비디오 리서치사 조사) |                 | |                 |        |

- 첫회·제2화·제6화 15분 확대 (22:00 ~ 23:09).